# Каваути
Каваути (яп. 川内村 Каваути-мура) — село в Японии, находящееся в уезде Футаба префектуры Фукусима. Площадь села составляет 197,38 км², население — 2565 человек (1 августа 2014), плотность населения — 13,00 чел./км².
11 марта 2011 года село пострадало от землетрясения и цунами и последующей аварии на АЭС Фукусима I и впоследствии город был эвакуирован, но с 2014 года все ограничения на проживание в селе были сняты.

## Географическое положение
Село расположено на острове Хонсю в префектуре Фукусима региона Тохоку. С ним граничат города Иваки, Тамура и посёлки Окума, Томиока, Нараха.

## Население
Население села составляет 2565 человек (1 августа 2014), а плотность — 13,00 чел./км². Изменение численности населения с 1980 по 2005 годы:
| 1980 | 4132 чел. |  |
| 1985 | 4020 чел. |  |
| 1990 | 3933 чел. |  |
| 1995 | 3797 чел. |  |
| 2000 | 3384 чел. |  |
| 2005 | 3125 чел. |  |

## Символика
Деревом села считается пихта твёрдая, цветком — рододендрон, птицей — Cettia diphone.